# Хандагайты
Хандагайты́ (от монг. Хандагайта — лосиное [место]) — село, административный центр Овюрского кожууна Республики Тыва.

## География
Расположено на юге республики в 319 км юго-западнее столицы Тывы — города Кызыл, в 5 км от границы с Монголией на автодороге Р257 «Енисей». На границе имеется одноимённый пункт пропуска.

## Население
| 1959  | 1970  | 1979  | 1989  | 2002  | 2010  | 2011  |
| ----- | ----- | ----- | ----- | ----- | ----- | ----- |
| 903   | ↗1644 | ↗2194 | ↗2930 | ↗3173 | ↗3207 | ↘3202 |
| 2012  | 2013  | 2014  | 2015  | 2016  | 2017  | 2018  |
| ↘3116 | ↘3088 | ↗3110 | ↗3117 | ↗3170 | ↗3209 | ↗3246 |
| 2019  | 2020  | 2021  |       |       |       |       |
| ↗3278 | ↗3286 | ↗3528 |       |       |       |       |

## Инфраструктура
образование
МБДОУ Детский Сад «Хунчугеш»
МБУ ДО ХДШИ им. Тюлюш И. Д.
медицина
ГБУЗ РТ «Овюрская ЦКБ»
культура
МБУ ДО Дом Творчества Овюрского Кожууна
административная деятельность
МКУ Управления Образованием Администрации Овюрского Кожууна

## Транспорт
Сумон Хандагайты связан автомобильными дорогами с Чаданом, Мугур-Аксы и Самагалтаем.

## Известные выходцы
- Хертек, Яков Шанмакович — ученый-тюрколог, один из составителей тувинско-русских и русско-тувинских словарей.
- Ооржак, Дандар-оол Кок-Хунаевич- председатель Палаты представителей Великого Хурала Республики Тыва. Член Совета безопасности при Председателе Правительства РТ, почетный гражданин города Кызыла.
- Тумат, Геннадий Хайдыпович — народный Хоомейжи Республики Тыва.
- Маннай-оол, Монгуш Хургул-оолович — кандидат исторических наук, заслуженный деятель науки Республики Тыва.

## Сотовая связь
В Хандагайты действуют 4 оператора сотовой связи — Билайн, МТС, МегаФон и Tele2.